# Jõhvi
Cet article concerne la ville du comté de Viru-Est. Pour le village du même comté, voir Village de Jõhvi.
Jõhvi (prononciation français : Yeurvi) est le chef-lieu de la région du Virumaa oriental, située à l'extrême est de l'Estonie le long de la frontière avec la Russie. La Ville de Jõhvi est le centre de la Commune de Jõhvi et elle est à une cinquantaine de kilomètres de la frontière russe.

## Population
La majorité des habitants de Jõhvi est d'origine russe (58 % de la population), les Estoniens constituant une forte minorité. La plupart des personnes d'origine russe (et leurs descendants) sont issues des vagues d'émigration durant l'époque de l'URSS entre 1944 et 1991.
Au recensement de 2005, la population s'élevait à 11 500 habitants et près de 70 000 personnes résident dans les environs de cette capitale régionale. En 2009, elle comptait 16 850 habitants. En 2011, la population s'élevait à 12 251 habitants(01.01.2011) et près de 70 000 personnes résident dans les environs de cette capitale régionale.

### Évolution démographique
| 1897 | 1917  | 1919  | 1938  | 1945 | 1959   |
| ---- | ----- | ----- | ----- | ---- | ------ |
| 828  | 1 300 | 1 700 | 2 525 | 800  | 10 502 |

| 1969   | 2000   | 2010   | 2013   | 2014   | 2016   |
| ------ | ------ | ------ | ------ | ------ | ------ |
| 14 000 | 12 112 | 11 088 | 12 575 | 12 355 | 11 996 |

| 2017   | 2020   | 2021   | 2025   | - | - |
| ------ | ------ | ------ | ------ | - | - |
| 10 051 | 10 321 | 10 130 | 10 720 | - | - |

### Composition ethnique
| Ethnie      | 2021      | 2021  |
| Ethnie      | Habitants | %     |
| ----------- | --------- | ----- |
| Russes      | 5 797     | 55,3  |
| Estoniens   | 3 635     | 34,68 |
| Ukrainiens  | 285       | 2,72  |
| Biélorusses | 279       | 2,66  |
| Finnois     | 118       | 1,13  |
| Tatars      | 34        | 0,32  |
| Lettons     | 32        | 0,31  |
| Polonais    | 32        | 0,31  |
| Lituaniens  | 28        | 0,27  |
| Allemands   | 24        | 0,23  |
| Juifs       | 13        | 0,12  |
| Arméniens   | 12        | 0,11  |
| autres      | 154       | 1,47  |
| inconnue    | 39        | 0,37  |
| Total       | 10 482    | 100   |

## Histoire

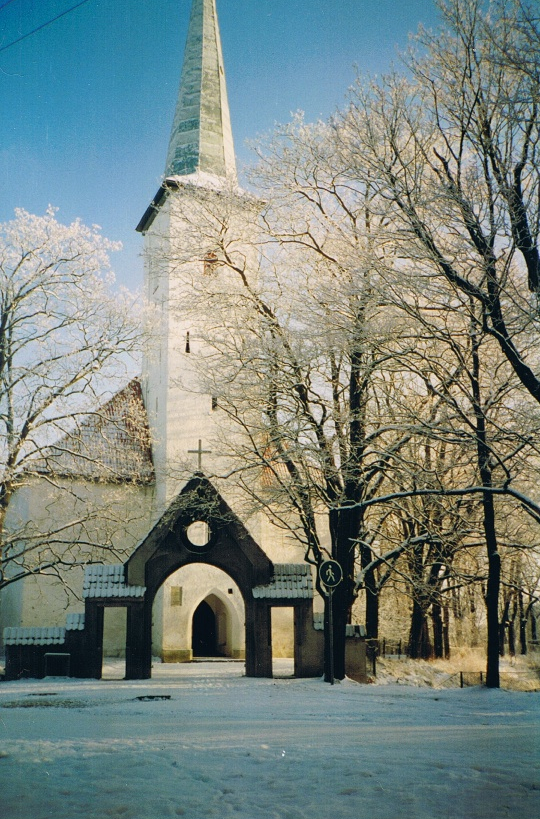
Église de Jõhvi

Le village fut mentionné pour la première fois en 1241 dans le Liber Census Daniæ quand le Danemark administraient cette région, dénommée Wierland, de la mer Baltique.
Au cours de ce XIIIe siècle, une église, dédiée à saint Michel, fut construite et la ville devint une paroisse connue sous les noms de Gewi, Jewi ou Jewe en allemand, qui sera langue administrative du pays jusqu'en 1918. Elle fut nommée Jewe jusqu'en 1938, en allemand. Elle possède un gare ferroviaire.

### Domaines agricoles
La paroisse comportait au début du XXe siècle vingt-trois domaines agricoles, deux pastorats, dix-huit domaines seigneuriaux, et des fermes domaniales. Leurs propriétaires ont presque tous été expropriés après la Première Guerre mondiale. Parmi les domaines seigneuriaux, on peut citer le château d' Etz (aujourd'hui Edise), le manoir d' Illuck (actuellement Illuka), le manoir de Türpsal (actuellement Järve), le manoir de Kiekel (aujourd'hui Kiikla), le manoir de Kuckers (actuellement Kukruse), le manoir de Mehntack (actuellement Mäetaguse) qui appartint à la famille von Rosen, le manoir d'Ontika (dénomination inchangée), le manoir de Paggar (actuellement Paggari) qui appartint au comte Gustav Ernst von Stackelberg et que ses descendants ont reconstruit en 1877. Il s'agit d'un manoir de bois avec un portique, flanqué d'une longue grange de pierre à arcades. C'est aujourd'hui une propriété privée.

### AuXXesiècle
Le 1er mai 1938, le président estonien Konstantin Päts renomma Jewe en Jõhvi, comme la plupart des villes et villages estoniens.
Après la Première Guerre mondiale une industrie pétrolière se développe dans la région orientale de l'Estonie, autour de la ville voisine de Kohtla-Järve. Toutefois, ce n'est qu'en 1949 qu'un puits de pétrole est foré. Ce puits ferme en 1971.

## Climat
| Mois                                  | jan.       | fév.      | mars       | avril    | mai       | juin      | jui.      | août      | sep.      | oct.       | nov.       | déc.      | année     |
| ------------------------------------- | ---------- | --------- | ---------- | -------- | --------- | --------- | --------- | --------- | --------- | ---------- | ---------- | --------- | --------- |
| Température minimale moyenne (°C)     | −7,5       | −8,5      | −5,5       | −0,1     | 4,3       | 9,1       | 11,9      | 10,9      | 7         | 2,4        | −1,7       | −5        | 1,4       |
| Température moyenne (°C)              | −4,6       | −5,2      | −1,7       | 4,5      | 10,3      | 14,6      | 17,4      | 15,9      | 11,2      | 5,5        | 0,6        | −2,5      | 5,5       |
| Température maximale moyenne (°C)     | −2,3       | −2,4      | 1,9        | 9,5      | 15,8      | 19,6      | 22,4      | 21        | 15,7      | 8,5        | 2,7        | −0,5      | 9,3       |
| Record de froid (°C) date du record   | −34,5 2003 | −36 1979  | −28,4 1963 | −18 1965 | −6,5 1972 | −2,5 2003 | 1,7 1958  | −0,6 1980 | −4,2 1976 | −15,7 2002 | −25,9 2010 | −41 1978  | −41 1978  |
| Record de chaleur (°C) date du record | 8,9 2007   | 10,6 1990 | 16,8 2007  | 26 2000  | 32,1 2014 | 33,1 2021 | 33,7 2010 | 34,6 2010 | 28,1 1992 | 19,7 1981  | 13,6 2020  | 10,9 2006 | 34,6 2010 |
| Précipitations (mm)                   | 45         | 34        | 36         | 34       | 50        | 84        | 77        | 93        | 67        | 84         | 64         | 49        | 717       |
| Nombre de jours avec précipitations   | 12         | 9         | 9          | 8        | 7         | 10        | 11        | 12        | 13        | 14         | 14         | 14        | 132       |
| Humidité relative (%)                 | 90         | 88        | 80         | 72       | 68        | 73        | 76        | 80        | 84        | 87         | 90         | 91        | 82        |

| Diagramme climatique                                  |            |           |           |           |           |            |          |         |          |           |          |
| J                                                     | F          | M         | A         | M         | J         | J          | A        | S       | O        | N         | D        |
| −2,3−7,545                                            | −2,4−8,534 | 1,9−5,536 | 9,5−0,134 | 15,84,350 | 19,69,184 | 22,411,977 | 2110,993 | 15,7767 | 8,52,484 | 2,7−1,764 | −0,5−549 |
| Moyennes : • Temp. maxi et mini °C • Précipitation mm |            |           |           |           |           |            |          |         |          |           |          |

## Transports
Jõhvi est traversée par la Route nationale 1 et la Route nationale 3.
Dans le centre-ville se trouve une gare routière située avec le centre commercial Jewe Keskus.
La ligne de Tallinn à Narva, la ligne de Tallinn à Saint-Pétersbourg et la ligne de Tallinn à Moscou passent par la gare de Jõhvi.

## Personnalités liées à la commune
- Hans Hindpere (1928-2012), compositeur.

## Jumelages
- Loimaa (Finlande) depuis 1997
- Uddevalla (Suède) depuis 1997
- Kinguissepp (Russie) depuis 1999
- Thisted (Danemark) depuis 2000
- Skien (Norvège) depuis 2003
- Olecko (Pologne) depuis 2006

## Galerie

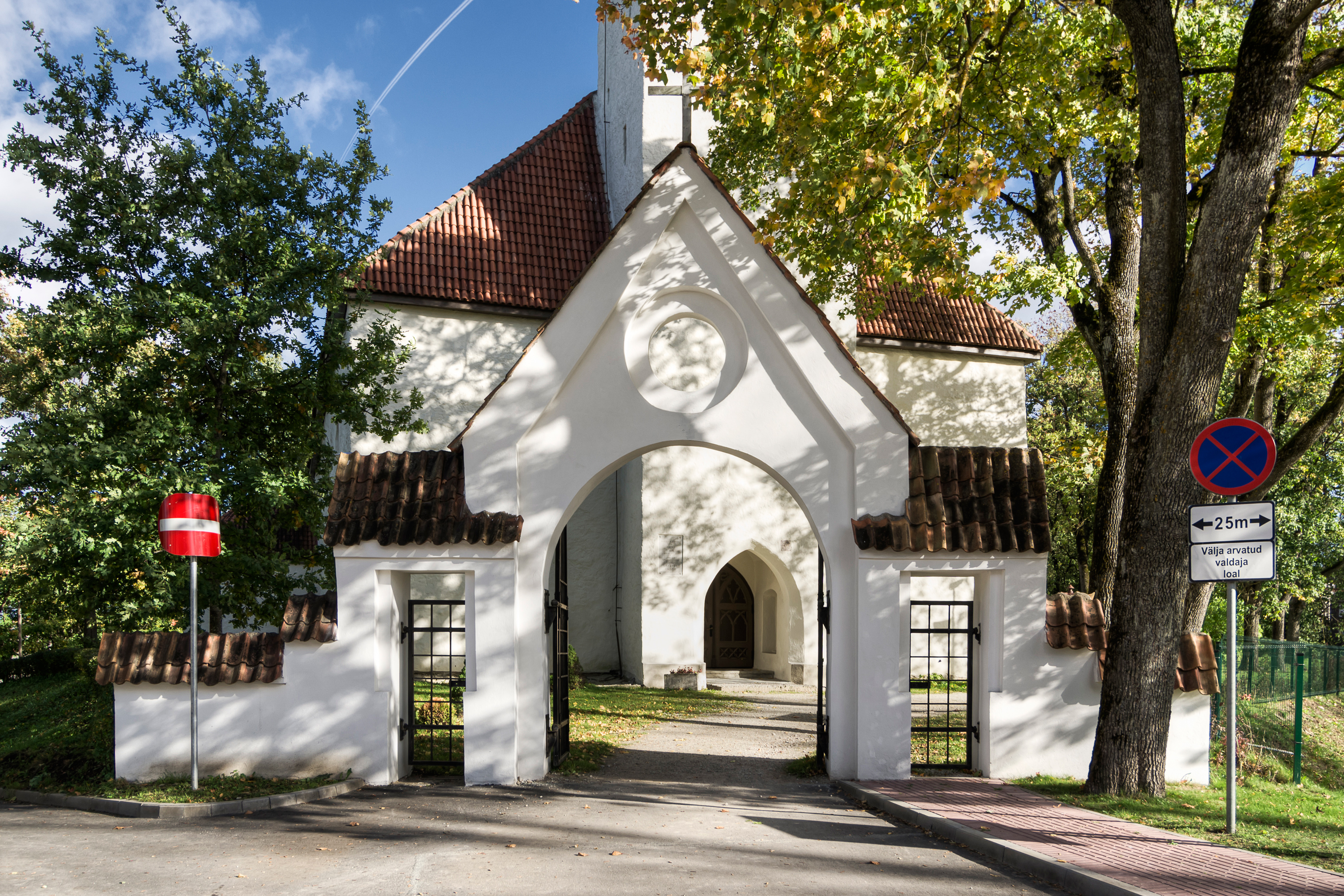
Église luthérienne.
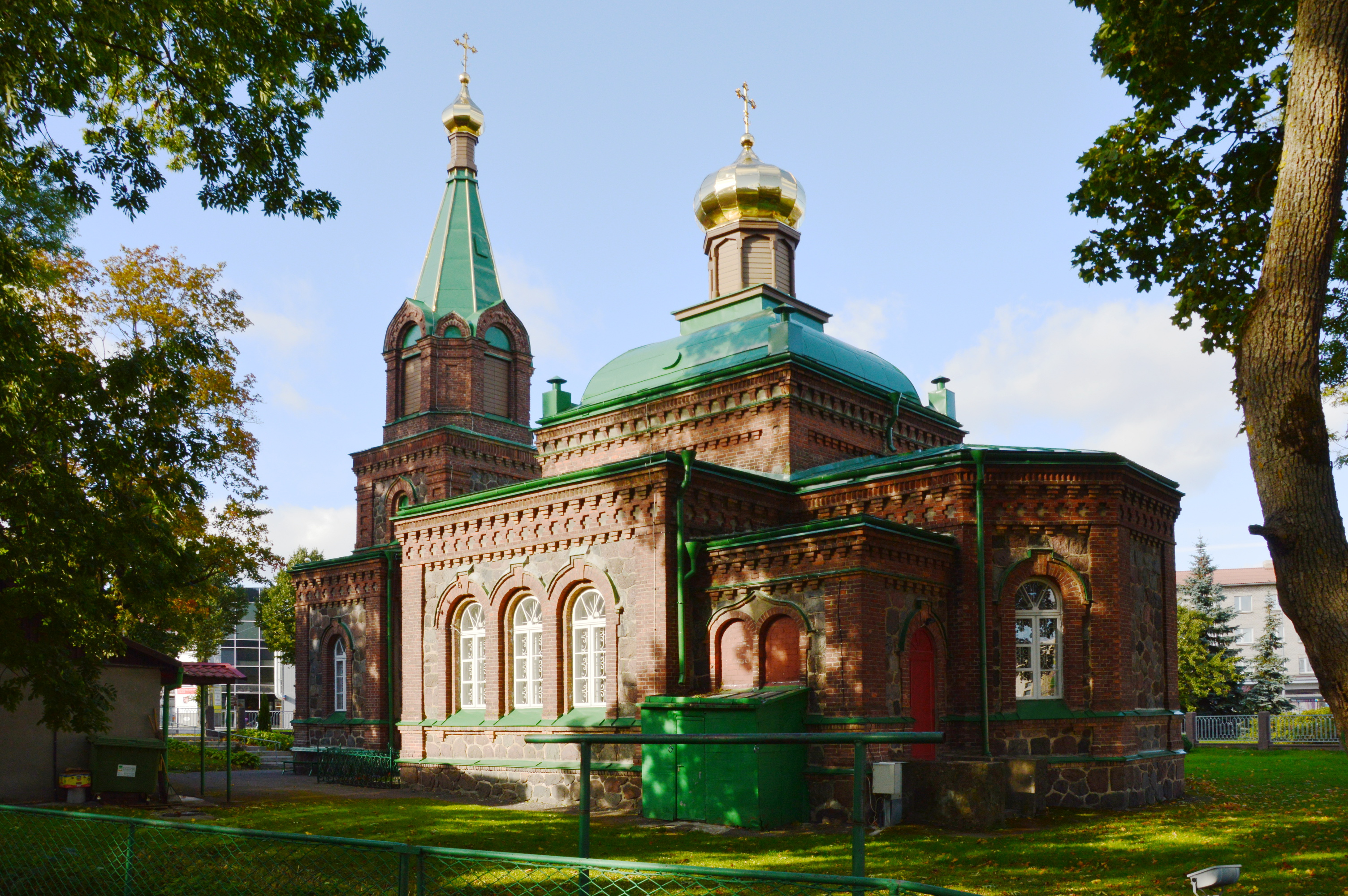
Église orthodoxe.
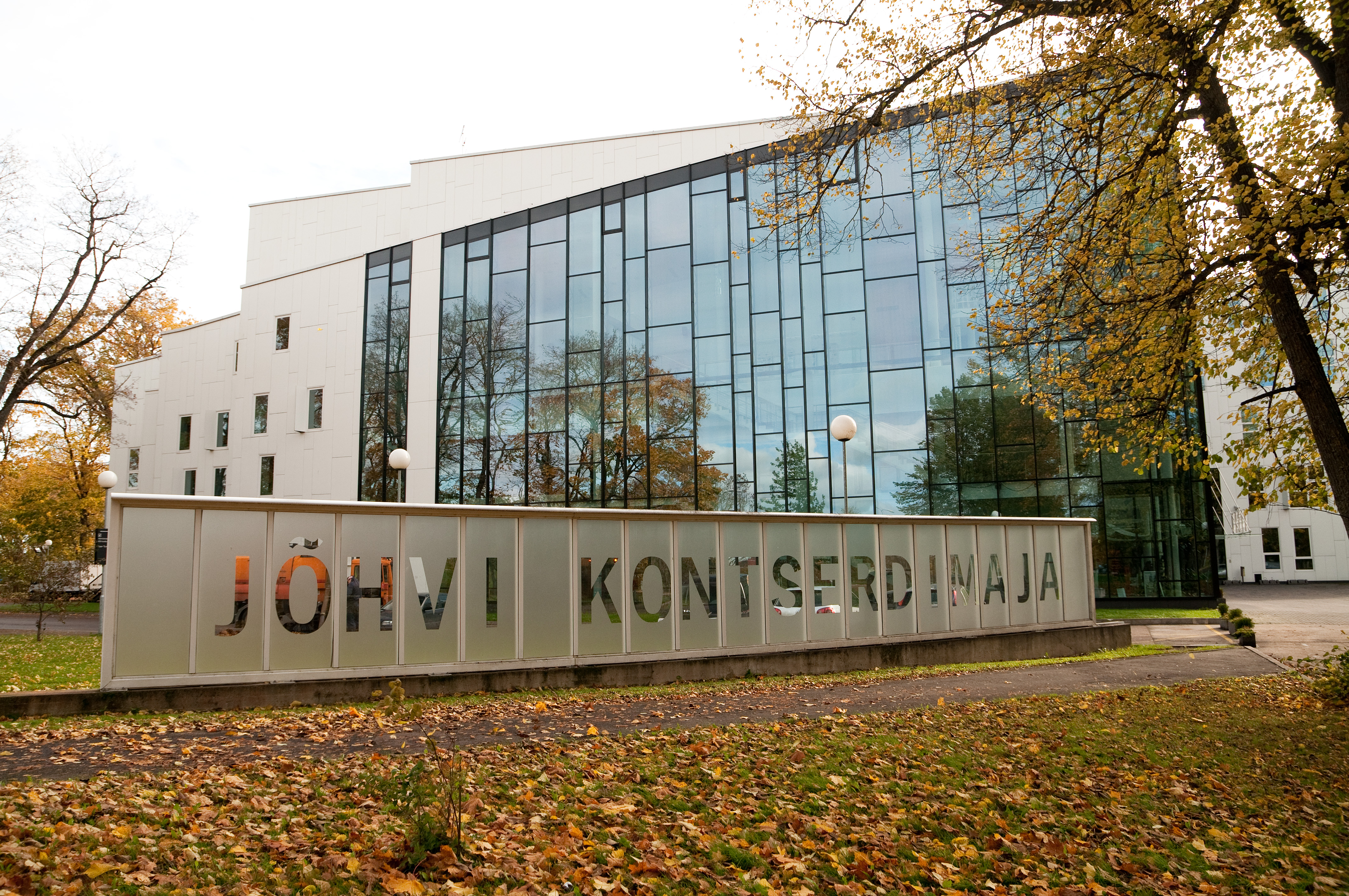
Palais des concerts.
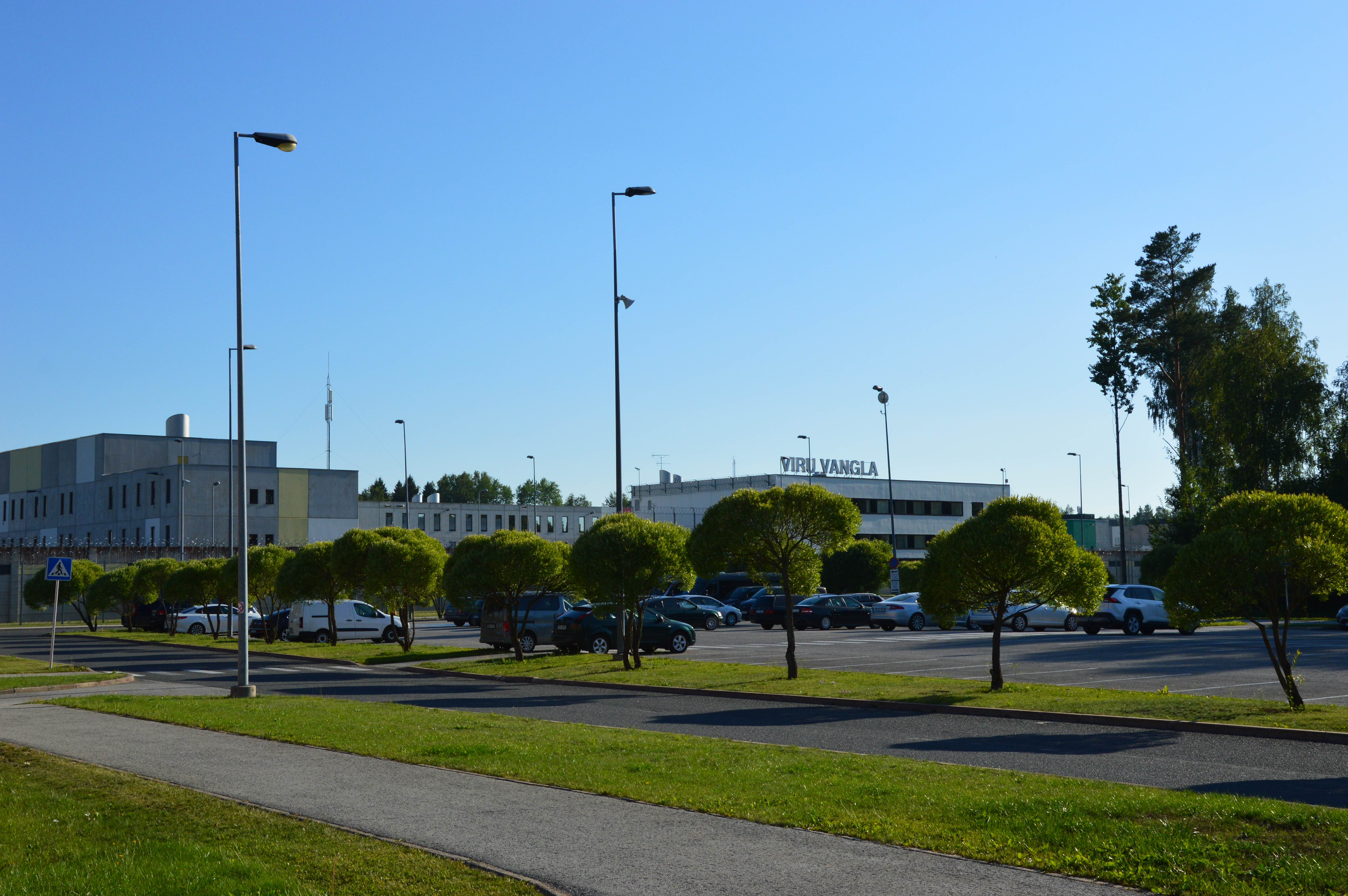
Prison.

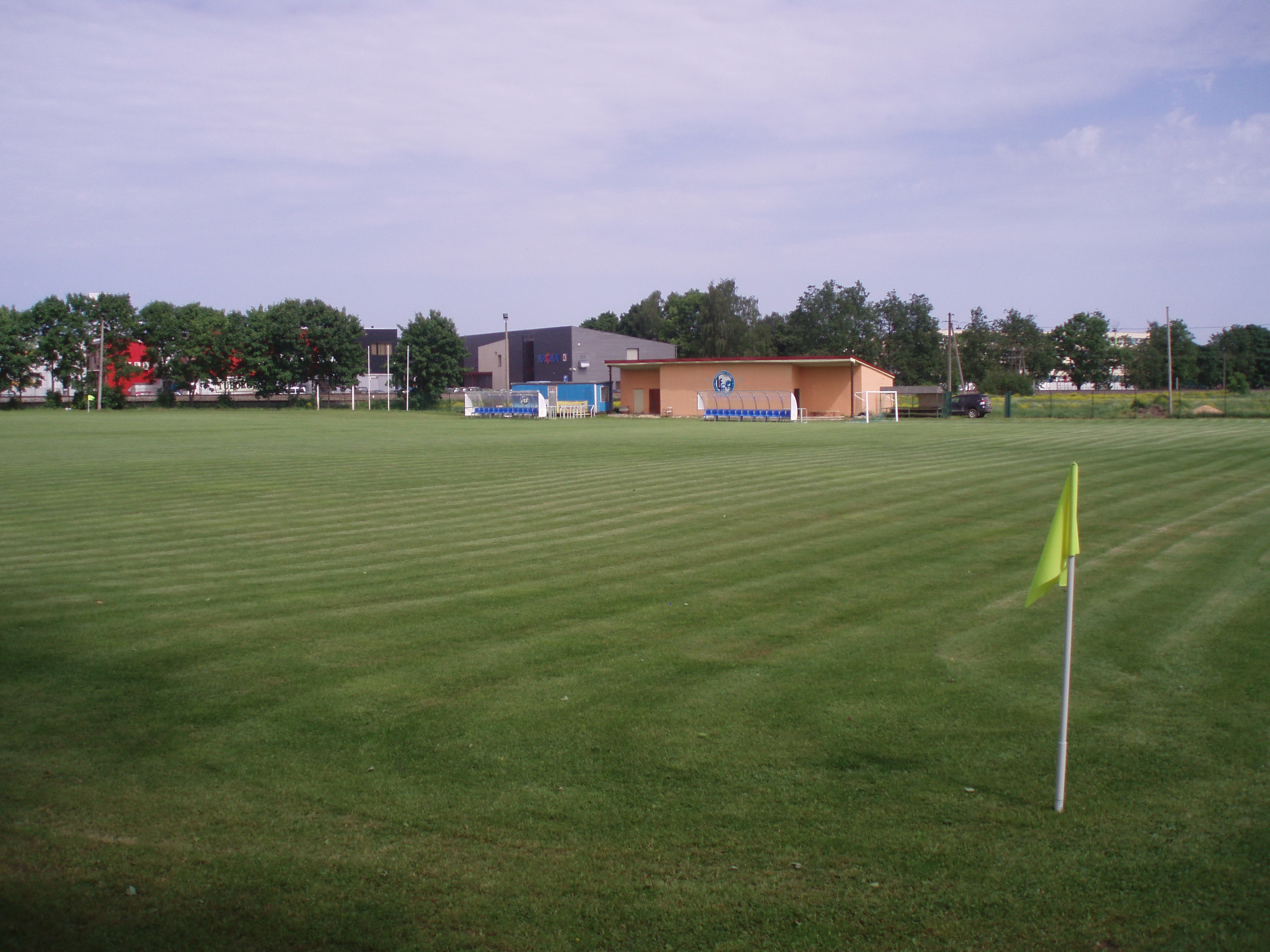
Stade.
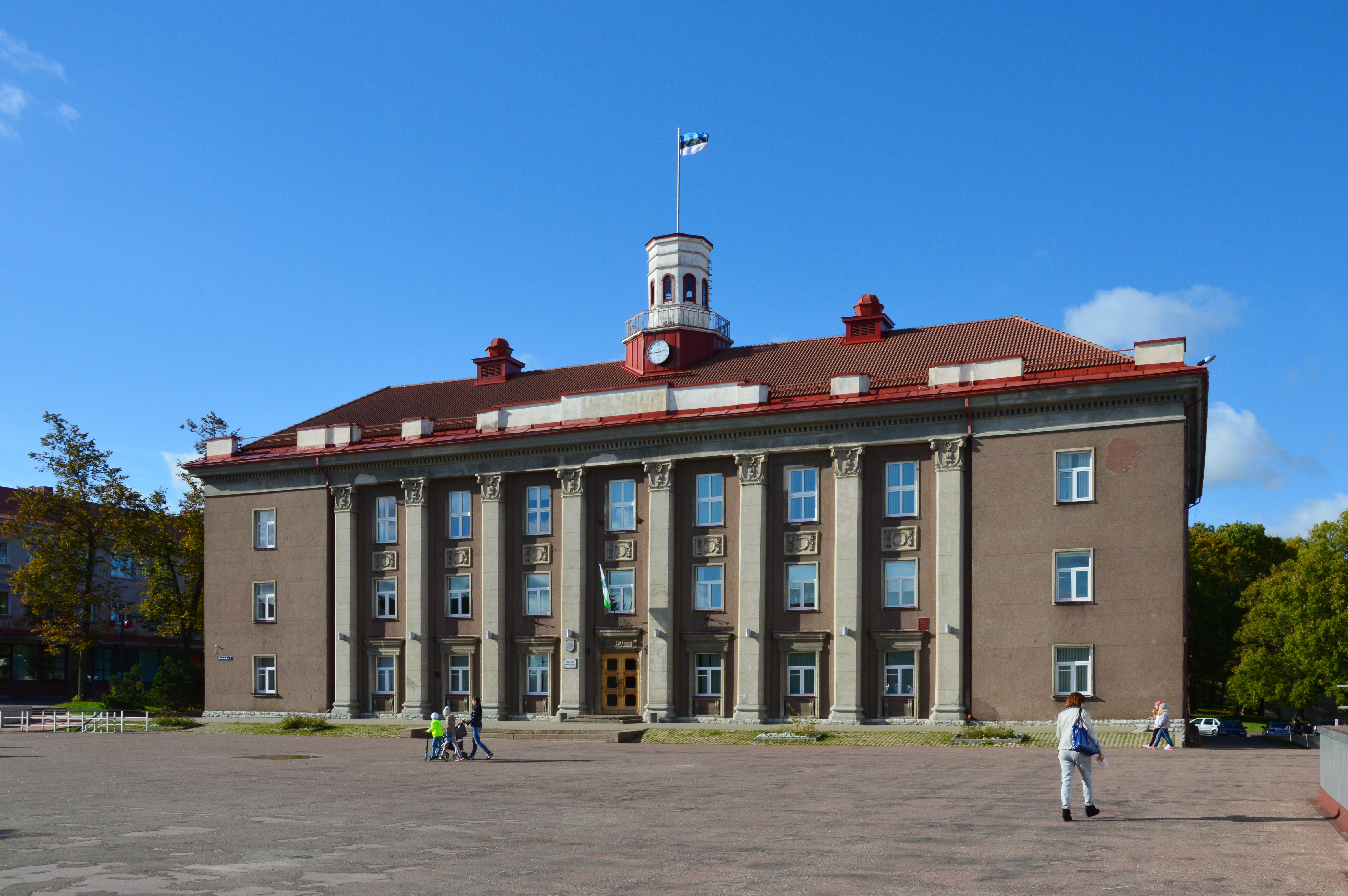
Centre administratif.
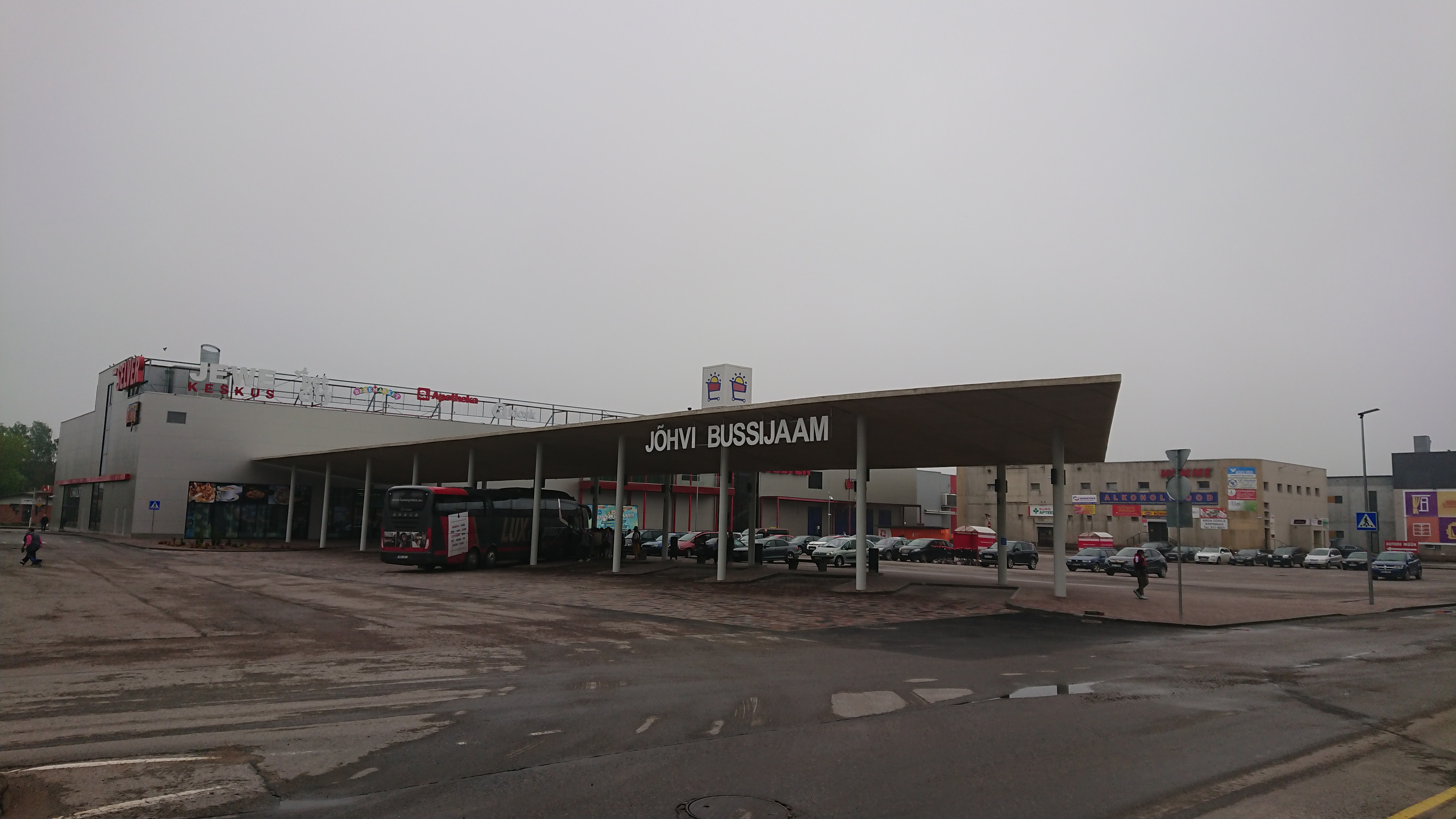
Gare routière.
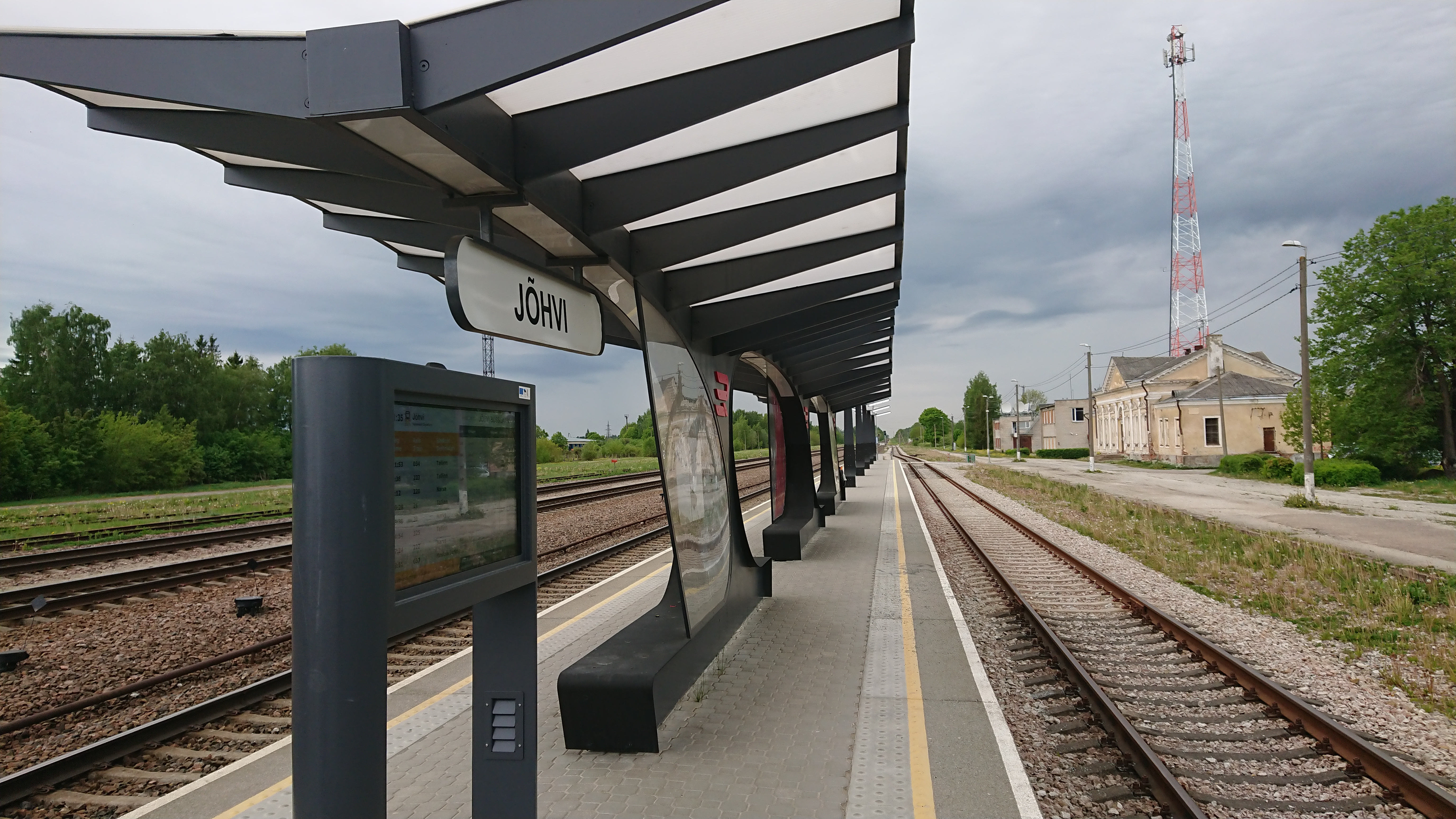
Gare ferroviaire.